# 黎長鱸
黎長鱸，為輻鰭魚綱鱸形目鱸亞目鮨科的其中一種，分布於中東太平洋的夏威夷群島海域，棲息深度40-184公尺，體長可達17公分，為底棲性魚類，屬肉食性，生活習性不明。

## 擴展閱讀
維基物種上的相關：黎長鱸